# Афраніу Помпіліу Гастуш ду Амарал
Афраніу Помпіліу Гастуш ду Амарал (порт. Afrânio Pompílio Gastos do Amaral; 1894-1982) — бразильський герпетолог.

## Біографія
В юності допомагав ловити змій Емілю Августу Гельді. Вивчав медицину в університеті штату Баїя. У 1916 році захистив дисертацію на тему паразитичних черв'яків. З 1917 року працював в інституті Бутантан, що займається розробленням протиотрут. Амарал керував відділом змій. Він опублікував понад 450 праць і описав п'ятнадцять нових родів та близько сорока видів змій.

## Епоніми
На честь Амарала названо:
- Gymnodactylus amarali Barbour(інші мови), 1925
- Caaeteboia amarali (Wettstein, 1930)
- Mastigodryas amarali (Stuart, 1938)
- Boa constrictor amarali (Stull, 1932)[2]

## Таксони описані Амаралом
- Acratosaura mentalis (Amaral, 1933)
- Anolis nasofrontalis Amaral, 1933
- Anolis pseudotigrinus Amaral, 1933
- Anotosaura Amaral, 1933
- Anotosaura collaris Amaral, 1933
- Apostolepis niceforoi Amaral, 1935
- Apostolepis polylepis Amaral, 1921
- Atractus lasallei Amaral, 1931
- Atractus limitaneus (Amaral, 1935)
- Atractus loveridgei Amaral, 1930
- Atractus nicefori Amaral, 1930
- Atractus nigriventris Amaral, 1933
- Atractus oculotemporalis Amaral, 1932
- Atractus pamplonensis Amaral, 1937
- Atractus punctiventris Amaral, 1933
- Atractus serranus Amaral, 1930
- Atractus trihedrurus Amaral, 1926
- Atractus trivittatus Amaral, 1933
- Bachia bresslaui (Amaral, 1935)
- Bothrocophias andianus (Amaral, 1923)
- Bothrocophias hyoprora (Amaral, 1935)
- Bothrops brazili Amaral, 1923
- Bothrops erythromelas Amaral, 1923
- Bothrops insularis (Amaral, 1921)
- Bothrops matogrossensis Amaral, 1925
- Bothrops pauloensis Amaral, 1925
- Bothrops pirajai Amaral, 1923
- Calamodontophis Amaral, 1963
- Calamodontophis paucidens (Amaral, 1936)
- Clelia equatoriana (Amaral, 1924)
- Coleodactylus brachystoma (Amaral, 1935)
- Colobodactylus Amaral, 1933
- Colobodactylus taunayi Amaral, 1933
- Dracaena paraguayensis Amaral, 1950
- Drymoluber Amaral, 1929
- Elapomorphus spegazzinii suspectus Amaral, 1924
- Erythrolamprus longiventris (Amaral, 1925)
- Erythrolamprus reginae macrosoma (Amaral, 1936)
- Helicops danieli Amaral, 1938
- Helicops gomesi Amaral, 1921
- Helminthophis praeocularis Amaral, 1924
- Hemidactylus brasilianus (Amaral, 1935)
- Leptodrymus Amaral, 1927
- Lioheterophis Amaral, 1935
- Lioheterophis iheringi Amaral, 1935
- Liotyphlops beui (Amaral, 1924)
- Mastigodryas Amaral, 1935
- Mastigodryas danieli Amaral, 1935
- Micrurus albicinctus Amaral, 1926
- Micrurus stewarti Barbour & Amaral, 1928
- Philodryas arnaldoi (Amaral, 1932)
- Philodryas livida (Amaral, 1923)
- Pseustes shropshirei (Barbour & Amaral, 1924)
- Trilepida koppesi (Amaral, 1955)
- Trilepida salgueiroi (Amaral, 1955)
- Uromacerina Amaral, 1929